# Vado, New Mexico
Vado, New Mexico (енгл. Vado) насељено је место без административног статуса у америчкој савезној држави Њу Мексико.

## Демографија
По попису из 2010. године број становника је 3.194, што је 191 (6,4%) становника више него 2000. године.
| Група             | 2000.         | 2010.         |
| Белци             | 108 (3,6%)    | 123 (3,9%)    |
| Афроамериканци    | 31 (1,0%)     | 28 (0,9%)     |
| Азијати           | 2 (0,1%)      | 6 (0,2%)      |
| Хиспаноамериканци | 2.853 (95,0%) | 3.050 (95,5%) |
| Укупно            | 3.003         | 3.194         |